# Tournées du Rondò Veneziano
Cette page dresse la liste des tournées du groupe italien Rondò Veneziano.

## 1993
| Date (1993)   | Ville                 | Pays      | Place               |
| ------------- | --------------------- | --------- | ------------------- |
| Europe        |                       |           |                     |
| 28 avril 1993 | Milan                 | Italie    | Théâtre Smeraldo    |
| 2 mai 1993    | Ravensbourg           | Allemagne | Oberschwabenhalle   |
| 4 mai 1993    | Essen                 | Allemagne | Grugahalle          |
| 5 mai 1993    | Nuremberg             | Allemagne | Meistersingerhalle  |
| 6 mai 1993    | Francfort-sur-le-Main | Allemagne | Alte Oper           |
| 7 mai 1993    | Wurtzbourg            | Allemagne | Carl - Diem - Halle |
| 9 mai 1993    | Berlin                | Allemagne | ICC 1               |
| 12 mai 1993   | Nancy                 | France    | /                   |
| 13 mai 1993   | Paris                 | France    | /                   |
| 15 mai 1993   | Lyon                  | France    | /                   |
| 16 mai 1993   | Monte-Carlo           | Monaco    | /                   |

## 1996
| Date (1996)     | Ville     | Pays     | Place |
| --------------- | --------- | -------- | ----- |
| Europe          |           |          |       |
| 19 avril 1996   | Bruxelles | Belgique | /     |
| 29 juin 1996    | Catane    | Italie   | /     |
| 30 juillet 1996 | Kufstein  | Autriche | /     |
| 31 juillet 1996 | Villach   | Autriche | /     |
| 1er août 1996   | Graz      | Autriche | /     |

## 2001
| Date (2001)      | Ville               | Pays      | Place                          |
| ---------------- | ------------------- | --------- | ------------------------------ |
| Europe           |                     |           |                                |
| 4 janvier 2001   | Bâle                | Suisse    | Musical Theatre                |
| 5 janvier 2001   | Saint-Gall          | Suisse    | Olma Halle                     |
| 6 janvier 2001   | Fribourg-en-Brisgau | Allemagne | Konzerthaus                    |
| 7 janvier 2001   | Zurich              | Suisse    | Kongresshaus Zurich            |
| 8 janvier 2001   | Fribourg            | Suisse    | /                              |
| 9 janvier 2001   | Ulm                 | Allemagne | Brahms Saal                    |
| 10 janvier 2001  | Friedrichshafen     | Allemagne | Graf Zeppelin Haus             |
| 12 janvier 2001  | Hambourg            | Allemagne | CCH                            |
| 13 janvier 2001  | Rostock             | Allemagne | Stadthalle                     |
| 14 janvier 2001  | Magdebourg          | Allemagne | Stadthalle                     |
| 15 janvier 2001  | Berlin              | Allemagne | Theater des Westens            |
| 16 janvier 2001  | Chemnitz            | Allemagne | Stadthalle                     |
| 17 janvier 2001  | Cottbus             | Allemagne | Stadthalle                     |
| 23 janvier 2001  | Weiden              | Allemagne | Max Reger Halle                |
| 24 janvier 2001  | Ingolstadt          | Allemagne | Festsaal                       |
| 25 janvier 2001  | Gera                | Allemagne | Congresszentrum                |
| 26 janvier 2001  | Wurtzbourg          | Allemagne | Congresszentrum                |
| 8 mars 2001      | Munich              | Allemagne | Philharmonie Gasteig           |
| 16 avril 2001    | Venise              | Italie    | Festa privata                  |
| 11 mai 2001      | Nuremberg           | Allemagne | Meistersingerhalle             |
| 24 juin 2001     | Lachen              | Suisse    | Festa privata                  |
| 7 septembre 2001 | Monte-Carlo         | Monaco    | Sporting Club Monte Carlo      |
| 29 novembre 2001 | Hambergen           | Allemagne | Mehrzweckhalle                 |
| 30 novembre 2001 | Leipzig             | Allemagne | Alte Oper                      |
| 2 décembre 2001  | Graz                | Autriche  | Congress Centrum Stefaniensaal |
| 3 décembre 2001  | Villach             | Autriche  | Teatro Tenda                   |
| 4 décembre 2001  | Salzbourg           | Autriche  | Grosses Festspielhaus          |
| 5 décembre 2001  | Vienne              | Autriche  | Kozerthaus                     |
| 7 décembre 2001  | Immenstadt          | Allemagne | Konzerthaus                    |
| 9 décembre 2001  | Karlsruhe           | Allemagne | Konzerthaus                    |
| 10 décembre 2001 | Stuttgart           | Allemagne | Liederhalle Kongresszentrum    |

## 2002
| Date (2002)     | Ville           | Pays      | Place |
| --------------- | --------------- | --------- | ----- |
| Europe          |                 |           |       |
| 3 janvier 2002  | Bâle            | Suisse    | /     |
| 4 janvier 2002  | Fribourg        | Suisse    | /     |
| 3 janvier 2002  | Berne           | Suisse    | /     |
| 6 janvier 2002  | Zurich          | Suisse    | /     |
| 7 janvier 2002  | Saint-Gall      | Suisse    | /     |
| 8 janvier 2002  | Donaueschingen  | Allemagne | /     |
| 10 janvier 2002 | Friedrichshafen | Allemagne | /     |
| 12 janvier 2002 | Ratisbonne      | Allemagne | /     |
| 13 janvier 2002 | Stuttgart       | Allemagne | /     |
| 20 mars 2002    | Brégence        | Autriche  | /     |
| 21 mars 2002    | Salzbourg       | Autriche  | /     |
| 22 mars 2002    | Graz            | Autriche  | /     |
| 24 mars 2002    | Linz            | Autriche  | /     |
| 25 mars 2002    | Innsbruck       | Autriche  | /     |
| 17 avril 2002   | Venise          | Italie    | /     |
| 2 août 2002     | Mérano          | Italie    | /     |

## 2003
| Date (2003)      | Ville               | Pays       | Place                  |
| ---------------- | ------------------- | ---------- | ---------------------- |
| Europe           |                     |            |                        |
| 18 janvier 2003  | Warburg             | Allemagne  | /                      |
| 19 janvier 2003  | Fribourg-en-Brisgau | Allemagne  | /                      |
| 20 janvier 2003  | Louisbourg          | Allemagne  | /                      |
| 21 janvier 2003  | Weiden              | Allemagne  | /                      |
| 23 janvier 2003  | Heidelberg          | Allemagne  | /                      |
| 24 janvier 2003  | Ingolstadt          | Allemagne  | /                      |
| 25 janvier 2003  | Heilbronn           | Allemagne  | /                      |
| 26 janvier 2003  | Pétange             | Luxembourg | /                      |
| 29 janvier 2003  | Berlin              | Allemagne  | /                      |
| 30 janvier 2003  | Lübeck              | Allemagne  | /                      |
| 1er février 2003 | Iéna                | Allemagne  | /                      |
| 8 février 2003   | Potsdam             | Allemagne  | /                      |
| 9 février 2003   | Leipzig             | Allemagne  | /                      |
| 12 février 2003  | Nuremberg           | Allemagne  | /                      |
| 13 février 2003  | Haldensleben        | Allemagne  | /                      |
| 14 février 2003  | Ilsenburg           | Allemagne  | /                      |
| 15 février 2003  | Dresde              | Allemagne  | /                      |
| 2 mars 2003      | Munich              | Allemagne  | Gasteig (Philharmonie) |
| 19 juin 2003     | Bad Arolsen         | Allemagne  | /                      |
| 12 juillet 2003  | Bad Saarow          | Allemagne  | /                      |
| 28 aout 2003     | Aarburg             | Suisse     | /                      |
| Amerique         |                     |            |                        |
| 1er mai 2003     | Las Vegas           | États-Unis | Venetian               |
| 2 mai 2003       | Las Vegas           | États-Unis | Paris Theatre          |
| 3 mai 2003       | Las Vegas           | États-Unis | Paris Theatre          |

## 2004
| Date (2004)     | Ville             | Pays       | Place       |
| --------------- | ----------------- | ---------- | ----------- |
| Europe          |                   |            |             |
| 24 février 2004 | Berlin            | Allemagne  | /           |
| 25 février 2004 | Leipzig           | Allemagne  | /           |
| 27 février 2004 | Georgsmarienhütte | Allemagne  | /           |
| 28 février 2004 | Luxembourg        | Luxembourg | /           |
| 1er mars 2004   | Ingolstadt        | Allemagne  | /           |
| 2 mars 2004     | Fellbach          | Allemagne  | /           |
| 3 mars 2004     | Tuttlingen        | Allemagne  | /           |
| 23 mars 2004    | Vienne            | Autriche   | Konzerthaus |
| 25 juin 2004    | Heppenheim        | Allemagne  | /           |

## 2005
| Date (2005)     | Ville           | Pays      | Place                |
| --------------- | --------------- | --------- | -------------------- |
| Europe          |                 |           |                      |
| 16 janvier 2005 | Schwangau       | Allemagne | Neuschwanstein       |
| 19 janvier 2005 | Saint-Gall      | Suisse    | Theatre              |
| 20 janvier 2005 | Zurich          | Suisse    | Tonhalle             |
| 21 janvier 2005 | Bâle            | Suisse    | Theatre              |
| 22 janvier 2005 | Iéna            | Allemagne | /                    |
| 12 février 2005 | Munich          | Allemagne | Philharmonie Gasteig |
| 13 février 2005 | Magdebourg      | Allemagne | /                    |
| 14 février 2005 | Dresde          | Allemagne | /                    |
| 15 février 2005 | Neubrandenbourg | Allemagne | /                    |
| 16 février 2005 | Leipzig         | Allemagne | /                    |
| 17 février 2005 | Nuremberg       | Allemagne | /                    |
| 19 février 2005 | Teningen        | Allemagne | /                    |
| 20 février 2005 | Zwickau         | Allemagne | /                    |
| 21 février 2005 | Erfurt          | Allemagne | /                    |
| 2 mai 2005      | Aix-la-Chapelle | Allemagne | /                    |
| 24 juin 2005    | Weilbourg       | Allemagne | /                    |
| 25 juin 2005    | Essen           | Allemagne | /                    |

## 2006
| Date (2006)       | Ville               | Pays       | Place                                   |
| ----------------- | ------------------- | ---------- | --------------------------------------- |
| Europe            |                     |            |                                         |
| 31 janvier 2006   | Luxembourg          | Luxembourg | Grand Théatre                           |
| 2 février 2006    | Hambourg            | Allemagne  | Läishalle-Musikhalle                    |
| 3 février 2006    | Erfurt              | Allemagne  | Alte Oper                               |
| 4 février 2006    | Neubrandenbourg     | Allemagne  | Konzertkirche                           |
| 5 février 2006    | Rostock             | Allemagne  | Stadthalle Rostock                      |
| 6 février 2006    | Bremerhaven         | Allemagne  | Stadthalle Bremerhaven                  |
| 10 février 2006   | Gießen              | Allemagne  | Kongresshalle Giessen                   |
| 11 février 2006   | Riesa               | Allemagne  | Erdgasarena                             |
| 12 février 2006   | Wernesgrün          | Allemagne  | Brauerei                                |
| 15 février 2006   | Rosenheim           | Allemagne  | Stadthalle                              |
| 16 février 2006   | Landshut            | Allemagne  | Eskara Halle                            |
| 17 février 2006   | Nuremberg           | Allemagne  | Meistersingerhalle Nürnberg             |
| 18 février 2006   | Leoben              | Autriche   | Stadthalle                              |
| 19 février 2006   | Munich              | Allemagne  | Philharmonie                            |
| 20 février 2006   | Passau              | Allemagne  | Dreilaenderhalle                        |
| 22 février 2006   | Zurich              | Suisse     | Maag Music Hall                         |
| 23 février 2006   | Zurich              | Suisse     | Maag Music Hall                         |
| 24 février 2006   | Zurich              | Suisse     | Maag Music Hall                         |
| 25 février 2006   | Zurich              | Suisse     | Maag Music Hall                         |
| 28 février 2006   | Leipzig             | Allemagne  | Gewandhaus zu Leipzig                   |
| 3 juin 2006       | Arnsberg            | Allemagne  | Herdringen Schlosshof des Jagdschlosses |
| 4 juin 2006       | Hessisch Lichtenau  | Allemagne  | Hessentag                               |
| 25 juillet 2006   | Graz                | Autriche   | Congress Centrum Stefaniensaal          |
| 30 septembre 2006 | Königs Wusterhausen | Allemagne  | Konzerthaus                             |
| 5 octobre 2006    | Vienne              | Autriche   | Konzerthaus                             |

## 2007
| Date (2007)     | Ville           | Pays      | Place                  |
| --------------- | --------------- | --------- | ---------------------- |
| Europe          |                 |           |                        |
| 21 janvier 2007 | Fribourg        | Suisse    | Forum                  |
| 22 janvier 2007 | Bâle            | Suisse    | Stadtcasino            |
| 23 janvier 2007 | Zurich          | Suisse    | Kongresshaus           |
| 27 janvier 2007 | Munich          | Allemagne | Gasteig (Philharmonie) |
| 3 février 2007  | Warburg         | Allemagne | Konzerthaus            |
| 4 février 2007  | Neubrandenbourg | Allemagne | Konzertkirche          |
| 7 février 2007  | Berlin          | Allemagne | Philharmonie           |
| 9 février 2007  | Bochum          | Allemagne | Ruhr Congress          |
| 10 février 2007 | Erfurt          | Allemagne | Alte Oper              |
| 12 février 2007 | Ulm             | Allemagne | Congress               |
| 24 février 2007 | Bamberg         | Allemagne | Konzerthalle           |
| 25 février 2007 | Salzwedel       | Allemagne | Konzerthaus            |
| 26 février 2007 | Leipzig         | Allemagne | Gewandhaus             |

## 2008
| Date (2008)     | Ville    | Pays   | Place / Formazione                |
| --------------- | -------- | ------ | --------------------------------- |
| Europe          |          |        |                                   |
| 30 mars 2008    | Locarno  | Suisse | Palazzetto Fevi                   |
| 8 octobre 2008  | Berne    | Suisse | /                                 |
| 9 octobre 2008  | Dietikon | Suisse | /                                 |
| 10 octobre 2008 | Coire    | Suisse | /                                 |
| 11 octobre 2008 | Cham     | Suisse | Rondò Veneziano Chamber Orchestra |

## 2009
| Date (2009)      | Ville    | Pays   | Place / Formazione                                        |
| ---------------- | -------- | ------ | --------------------------------------------------------- |
| Europe           |          |        |                                                           |
| 10 janvier 2009  | Trieste  | Italie | Rossetti / Rondò Veneziano                                |
| 1er octobre 2009 | Amriswil | Suisse | Pentorama / Rondò Veneziano Chamber Orchestra             |
| 2 octobre 2009   | Bâle     | Suisse | Stadtcasino / Rondò Veneziano Chamber Orchestra           |
| 3 octobre 2009   | Lugano   | Suisse | Palazzo dei congressi / Rondò Veneziano Chamber Orchestra |
| 4 octobre 2009   | Lucerne  | Suisse | KKL / Rondò Veneziano Chamber Orchestra                   |
| 5 octobre 2009   | Mérano   | Italie | Kursaal / Rondò Veneziano Chamber Orchestra               |

## 2010
| Date (2010)     | Ville        | Pays      | Place                          |
| --------------- | ------------ | --------- | ------------------------------ |
| Europe          |              |           |                                |
| 8 juillet 2010  | Pfaffnau     | Suisse    | Kloster St. Urban (Open Air)   |
| 9 juillet 2010  | Pfaffnau     | Suisse    | Kloster St. Urban (Open Air)   |
| 31 juillet 2010 | Calw         | Allemagne | Kloster Hirsau (Open Air)      |
| 27 aout 2010    | Magdebourg   | Allemagne | Elbaupark (Open Air)           |
| 28 aout 2010    | Groß Behnitz | Allemagne | Landgut Borsig (Open Air)      |
| 29 aout 2010    | Radebeul     | Allemagne | Schloss Wackerbarth (Open Air) |
| 25 janvier 2012 | Munich       | Allemagne | Gasteig (Philharmonie)         |
| 24 mars 2012    | Erfurt       | Allemagne | Alte Oper                      |
| 25 mars 2012    | Glauchau     | Allemagne | Stadt-Theater                  |
| 26 mars 2012    | Freiberg     | Allemagne | Konzerthaus Tivoli             |
| 22 mars 2013    | Limbach      | Allemagne | Stadthalle                     |
| 23 mars 2013    | Erfurt       | Allemagne | Alte oper                      |
| 24 mars 2013    | Greiz        | Allemagne | Vogtlandhalle                  |
| 20 avril 2013   | Moscou       | Russie    | /                              |

## 2011
| Date (2011)      | Ville   | Pays      | Place / Formazione     |
| ---------------- | ------- | --------- | ---------------------- |
| Europe           |         |           |                        |
| 5 mars 2011      | Erfurt  | Allemagne | Alte Oper              |
| 6 mars 2011      | Munich  | Allemagne | Gasteig (Philharmonie) |
| 13 novembre 2011 | Zurich  | Suisse    | /                      |
| 14 novembre 2011 | Lucerne | Suisse    | KKL                    |
| 15 novembre 2011 | Viège   | Suisse    | La Poste               |

## 2012
| Date (2012) | Ville | Pays | Place / Formazione |
| ----------- | ----- | ---- | ------------------ |
| Europe      |       |      |                    |

## 2013
| Date (2013) | Ville | Pays | Place / Formazione |
| ----------- | ----- | ---- | ------------------ |
| Europe      |       |      |                    |

## 2014
| Date (2014)    | Ville      | Pays      | Place / Formazione    |
| -------------- | ---------- | --------- | --------------------- |
| Europe         |            |           |                       |
| 28 mars 2014   | Nuremberg  | Allemagne | Meistersingerhalle    |
| 29 mars 2014   | Reutlingen | Allemagne | Stadthalle            |
| 30 mars 2014   | Munich     | Allemagne | Gasteig (Philarmonie) |
| 1er avril 2014 | Zurich     | Suisse    | Volkshaus             |
| 2 avril 2014   | Emmen      | Suisse    | Kulturzentrum         |
| 3 avril 2014   | Soleure    | Suisse    | Konzertsaal           |
| 3 avril 2014   | Saint-Gall | Suisse    | Tonhalle              |
| 4 avril 2014   | Berne      | Suisse    | Kulturcasino          |

## 2015
| Date             | Ville       | Pays      | Place / Formazione |
| ---------------- | ----------- | --------- | ------------------ |
| Europe           |             |           |                    |
| 16 avril 2015    | Galgenen    | Suisse    | Tischmacherhof     |
| 17 avril 2015    | Filderstadt | Allemagne | Philarmonie        |
| 18 avril 2015    | Erfurt      | Allemagne | Alte Oper          |
| 19 avril 2015    | Greiz       | Allemagne | Vogtlandhalle      |
| 13 novembre 2015 | Lucerne     | Suisse    | /                  |

## 2016
| Date            | Ville         | Pays      | Place / Formazione  |
| --------------- | ------------- | --------- | ------------------- |
| Europe          |               |           |                     |
| 26 février 2016 | Saint-Maurice | Suisse    | Théâtre du Martolet |
| 27 février 2016 | Genève        | Suisse    | Théâtre du Leman    |
| 16 avril 2016   | Erfurt        | Allemagne | Alte Oper           |
| 17 avril 2016   | Halle         | Allemagne | Händelhalle         |
| 18 avril 2016   | Leipzig       | Allemagne | Gewandhaus          |
| 25 août 2016    | Zofinger      | Suisse    |                     |